# Тріщинно-порові води
Тріщинно-порові води (рос. трещинно-поровые воды, англ. fissure interstitial water, fissure pore water; нім. Poren- und Kluftwasser n) — підземні води, що залягають і циркулюють у пористих гірських породах, розбитих мережею тріщин, що сполучаються між собою. При веденні гірн. робіт в області поширення Т.-п.в. залежно від ґранулометричного складу водоносних гірських порід (ґравеліт, пісковик, алевроліт) спостерігаються різні за ступенем вияви (іноді значні) водоприпливу і раптові прориви води у виробки.
При освоєнні родовищ для захисту гірничих виробок від води застосовуються комбіновані способи дренажу і технологічні способи захисту їх від води шляхом вибору раціональних схем розташування підготовчих і очисних виробок, напрямку посування вибою по відношенню до гіпсометрії ґрунту корисних копалин тощо.